# Nils-Olof Berg
Nils-Olof Gottfrid Berg, född 7 juli 1927 i Örebro, död 15 juni 2025 i Västervik, var en svensk dirigent, violinist och cembalo- klavikord- och orgelbyggare. 

## Biografi
Berg föddes i Örebro och var son till banktjänstemannen Nils Henrik Berg och Ingrid Elisabet Berg. Han växte upp i Stockholm, och antogs redan som 15-åring till violinklassen samt sedermera dirigentutbildningen vid Kungliga  Musikhögskolan i Stockholm.
Han studerade violin för professor Charles Barkel samt dirigering Tor Mann.
Han var dirigent och sånganförare för Allmänna Sången i Uppsala 1956–1968, och tillförordnad director musices vid Uppsala universitet 1966–1967. Under Bergs tid som dirigent för Allmänna Sången ombildades kören 1963 från manskör till blandad kör. Han var även dirigent för Akademiska kören i Växjö. Berg grundade år 1986 Växjö madrigalkör, och ledde den fram till 2010.
Berg var orgelbyggare och grundade 1968 det egna företaget Nye Orgelbyggeri. Orgelbyggarverkstaden i Farstorp startades av Nils-Olof Berg 1969. År 1988 övertogs rörelsen av medarbetaren Åke Bergenblad, som driver rörelsen under det nya namnet Bergenblad & Jonsson Orgelbyggeri AB.
Som orgelbyggare var han en tydlig visionär med nya idéer från sina studieresor till Italien och Tyskland. Han genomförde nybyggen, restaureringar och ombyggnationer— en livsgärning som omfattade mer än 40 orgelprojekt. Nils-Olof Berg var den första i modern tid att bygga cembalo och klavikord i Sverige.  
Bland de mest kända instrumenten finns orglarna i Missionskyrkan i Uppsala, Boo kyrka och Norra Åsarp samt kistorgel till Drottningholms barockensemble. I smålandstrakten finns hans orglar i kyrkorna i bland annat Ekenässjön, Näshult, Lönneberga, Ankarsrum, Missionskyrkan i Vetlanda. Kända inspelningar finns med Hans Fagius och Eric Ericson.

## Arbeten (urval)
Se: Nye Orgelbyggeri

### Restaureringar
- Nye kyrka (1968)
- Yllestads kyrka (1969)

### Nybyggnation
- Ekenässjöns kyrka (1972)
- Åsarp-Smula kyrka (1977)
- Valsätrakyrkan, Uppsala (1979)
- Tärby kyrka (1983)
- Näshults kyrka (1983)
- Missionskyrkan, Uppsala (1985)
- Bromma folkhögskola, Stockholm (1988)
- Leksbergs kyrka (1994)